# Sticks and Bones
Sticks and Bones est une pièce de théâtre de David Rabe créée en 1971 au Public Theater de New York.

## Argument
Sticks and Bones est le second volet d'une trilogie. La pièce suit The Basic Training of Pavlo Hummel et précède Streamers. 
Cette comédie noire suite David, un vétéran aveugle de la guerre du Viêt Nam qui n'arrive pas à accepter ses actions sur le champ de bataille et qui s'est éloigné de sa famille, qui ne comprend ni son handicap ni l'expérience qu'il a traversé.

## Distinctions
- Tony Awards 1972[1] : 
  - Tony Award de la meilleure pièce
  - Tony Award du meilleur second rôle féminin dans une pièce pour Elizabeth Wilson

## Adaptation en film
Sticks and Bones a été adapté en téléfilm sous le même titre (en) par Robert Downey Sr. en 1973.